# Jimmy Vicaut
Jimmy Vicaut (* 27. Februar 1992 in Bondy) ist ein französischer Sprinter.
2010 gewann er Bronze über 100 Meter bei den Juniorenweltmeisterschaften in Moncton. Kurz danach war er Teil des französischen Teams, das in der Besetzung Vicaut, Christophe Lemaitre, Pierre-Alexis Pessonneaux und Martial Mbandjock bei den Europameisterschaften in Barcelona in der 4-mal-100-Meter-Staffel die Goldmedaille errang.
Bei den Junioreneuropameisterschaften 2011 in Tallinn siegte er im 100-Meter-Lauf und steigerte dabei seine persönliche Bestleistung im Halbfinale zunächst auf 10,12 s und im Finale dann auf 10,07 s. Außerdem war er Mitglied der französischen 4-mal-100-Meter-Staffel, die in Tallinn die Goldmedaille errang.
Bei den Europameisterschaften 2012 in Helsinki gewann er hinter Teamkollege Lemaitre über 100 Meter die Silbermedaille in 10,12 s. Bei den Olympischen Spielen 2012 schied Vicaut in der zweiten Runde aus, mit der französischen Sprintstaffel belegte er den vierten Platz. Aufgrund einer positiven Dopingprobe bei Tyson Gay erhielt die Staffel im Mai 2015 nachträglich die Bronzemedaille.
Im Winter 2013 dominierte er die 60-Meter-Strecke: Insgesamt acht Mal blieb er unter 6,60 s, bei den französischen Hallenmeisterschaften gewann er vor Emmanuel Biron und Christophe Lemaitre in 6,53 s. Seine erfolgreiche Hallensaison krönte er mit einer Goldmedaille bei den Halleneuropameisterschaften in Göteborg, wo er mit 6,48 s vor dem gleich schnellen James Dasaolu siegte. Bei den nationalen Meisterschaften am 13. Juli stellte er im Halbfinale mit 9,95 s eine neue persönliche Bestleistung auf, die er dann bei seinem Sieg im Finale einstellte. Bei den Weltmeisterschaften in Moskau startete er sowohl über 100 als auch über 200 Meter. Im 100-Meter-Wettbewerb erreichte er mit 10,06 s das Halbfinale, wo er trotz einer Steigerung auf 10,01 s nur Zehnter wurde und somit das Finale verpasste. Über 200 Meter schaffte er es mit 20,51 s als Vierzehnter nicht in die Endrunde.
Bei einem Indoor Meeting in Birmingham am 15. Februar 2014 konnte er seine 60-Meter-Bestzeit von 6,48 s aus dem letzten Jahr einstellen.
Beim Diamond League Meeting in Paris am 4. Juli 2015 egalisierte er über 100 Meter mit 9,86 s den elf Jahre alten Europarekord des Portugiesen Francis Obikwelu. Bei den Weltmeisterschaften 2015 in Peking erreichte er über 100 Meter das Finale, wo er in 10,00 s Achter wurde. Am 7. Juni 2016 stellte er bei einem Meeting in Montreuil erneut den Europarekord ein. Bei den Europameisterschaften 2016 in Amsterdam gewann er über 100 Meter die Bronze- und mit der französischen Staffel die Silbermedaille.
Der Europarekord wurde 2021 von Marcell Jacobs gebrochen, Vicaut ist jedoch weiterhin (Stand 2024) der schnellste in Europa geborene 100-Meter-Läufer.

## Persönliche Bestzeiten
- 60 m (Halle): 6,48 s, 2. März 2013, Göteborg
- 100 m: 9,86 s, 4. Juli 2015, Paris
- 200 m: 20,30 s, 6. Juli 2013, Paris